# Адміністративний устрій Корецького району
Адміністративний устрій Корецького району — адміністративно-територіальний поділ Корецького району Рівненської області на 1 міську та 25 сільських рад, які об'єднують 48 населених пунктів та підпорядковані Корецькій районній раді. Адміністративний центр — місто Корець.

## Список радКорецького району
| №  | Назва                            | Центр              | Населені пункти                                        | Площа км² | Місце за площею | Населення (2001), чол. | Місце за населенням | Розташування |
| -- | -------------------------------- | ------------------ | ------------------------------------------------------ | --------- | --------------- | ---------------------- | ------------------- | ------------ |
| 1  | Корецька міська рада             | м. Корець          | м. Корець                                              |           |                 |                        |                     |              |
| 2  | Бриківська сільська рада         | с. Бриків          | с. Бриків с. Богданівка с. Черниця                     |           |                 |                        |                     |              |
| 3  | Великоклецьківська сільська рада | с. Велика Клецька  | с. Велика Клецька с. Мала Клецька с. Топча             |           |                 |                        |                     |              |
| 4  | Великомежиріцька сільська рада   | c. Великі Межирічі | c. Великі Межирічі с. Дивень с. Застав'я с. Колодіївка |           |                 |                        |                     |              |
| 5  | Веснянська сільська рада         | c. Весняне         | c. Весняне                                             |           |                 |                        |                     |              |
| 6  | Гвіздівська сільська рада        | c. Гвіздів         | c. Гвіздів                                             |           |                 |                        |                     |              |
| 7  | Головницька сільська рада        | c. Головниця       | c. Головниця с. Забара с. Калинівка                    |           |                 |                        |                     |              |
| 8  | Даничівська сільська рада        | c. Даничів         | c. Даничів                                             |           |                 |                        |                     |              |
| 9  | Жадківська сільська рада         | c. Жадківка        | c. Жадківка с. Старий Корець                           |           |                 |                        |                     |              |
| 10 | Залізницька сільська рада        | c. Залізниця       | c. Залізниця                                           |           |                 |                        |                     |              |
| 11 | Іванівська сільська рада         | c. Іванівка        | c. Іванівка с. Березівка                               |           |                 |                        |                     |              |
| 12 | Коловертівська сільська рада     | c. Коловерти       | c. Коловерти                                           |           |                 |                        |                     |              |
| 13 | Користівська сільська рада       | c. Користь         | c. Користь с. Новини                                   |           |                 |                        |                     |              |
| 14 | Крилівська сільська рада         | c. Крилів          | c. Крилів                                              |           |                 |                        |                     |              |
| 15 | Морозівська сільська рада        | c. Морозівка       | c. Морозівка с. Голичівка                              |           |                 |                        |                     |              |
| 16 | Невірківська сільська рада       | c. Невірків        | c. Невірків с. Жорнівка                                |           |                 |                        |                     |              |
| 17 | Новокорецька сільська рада       | c. Новий Корець    | c. Новий Корець                                        |           |                 |                        |                     |              |
| 18 | Річецька сільська рада           | c. Річки           | c. Річки с. Ганнівка с. Козак с. Копитів с. Річечина   |           |                 |                        |                     |              |
| 19 | Самострілівська сільська рада    | c. Самостріли      | с. Самостріли с. Городище                              |           |                 |                        |                     |              |
| 20 | Сапожинська сільська рада        | c. Сапожин         | с. Сапожин                                             |           |                 |                        |                     |              |
| 21 | Світанівська сільська рада       | c. Світанок        | с. Світанок с. Бокшин с. Бранів                        |           |                 |                        |                     |              |
| 22 | Стовпинська сільська рада        | c. Стовпин         | с. Стовпин                                             |           |                 |                        |                     |              |
| 23 | Сторожівська сільська рада       | c. Сторожів        | с. Сторожів                                            |           |                 |                        |                     |              |
| 24 | Устянська сільська рада          | c. Устя            | с. Устя с. Дерманка с. Франкопіль                      |           |                 |                        |                     |              |
| 25 | Харалузька сільська рада         | c. Харалуг         | с. Харалуг                                             |           |                 |                        |                     |              |
| 26 | Щекичинська сільська рада        | c. Щекичин         | с. Щекичин с. Мала Совпа                               |           |                 |                        |                     |              |

* Примітки: м. — місто, с-ще — селище, смт — селище міського типу, с. — село